# Manjaro Linux
Manjaro Linux, ou tout simplement Manjaro (prononcé comme dans Kilimanjaro), est une distribution Linux basée sur Arch Linux proposant KDE, GNOME, Xfce, Cinnamon, i3 et Sway comme environnements de bureau. C'est un système d'exploitation libre pour ordinateurs personnels qui se veut facile d'utilisation. Elle utilise par ailleurs un modèle de développement similaire à Arch Linux, de type rolling release (publication continue).

## Relation avec Arch Linux
Manjaro Linux est basée sur Arch Linux mais elle dispose d'un ensemble de dépôts (logiciels) qui lui est propre. Elle cherche à être conviviale pour un utilisateur débutant, tout en utilisant principalement le gestionnaire de paquets pacman et la compatibilité avec les dépôts utilisateurs Arch (AUR).
Manjaro elle-même utilise trois ensembles de dépôts logiciels sur ses sites miroirs :
- les dépôts instables, contenant les paquets Arch les plus récemment développés, avec un jour ou deux de retard
- les dépôts de tests, contenant des paquets provenant des dépôts instables, synchronisés avec ceux-ci chaque semaine et servant aux tests et aux corrections ;
- les dépôts stables, qui ne contiennent que les paquets jugés stables par l'équipe de développement[7].

## Historique
En juin 2013, Manjaro est encore à un stade de développement (séries 0.8.x). Certains éléments-clés du système final manquent, notamment un outil graphique de gestion de paquets totalement intégré. Plusieurs installateurs graphiques sont disponibles, bien que leur entière intégration au système reste à améliorer. Le dernier en date, octopi, est censé pallier les problèmes de pamac ou encore du défunt pacman-gui.
Toutefois, d'autres éléments-clés, tels que mhwd (Manjaro Hardware detection), sont déjà présents.
En septembre 2017, Manjaro se dote de son propre ordinateur portable préinstallé, le Manjaro Spitfire, en collaboration avec l'entreprise Station X.
En mars 2018, Manjaro se hisse à la deuxième place des distributions Linux les plus consultées sur le site de référencement DistroWatch, puis en mai 2018 se hisse à la première place.
En 2019, les fondateurs de Manjaro annoncent la création de Manjaro GmbH & Co. KG, la société créée pour porter le développement de Manjaro. La gestion des dons est transférée aux sociétés spécialisées CommunityBridge et OpenCollective. En 2020, Manjaro et Tuxedo s'associent pour sortir le InfinityBook Manjaro, un laptop InfinityBook Pro 15 optimisé pour fonctionner avec Manjaro Linux.

## Historique des versions
Les versions officielles publiées jusqu'en 2015 étaient identifiées 0.8.x. Entre la 0.8.0 et la 0.8.8, la liste des environnements de bureau proposés ainsi que celle des logiciels pré-installés ont notablement changé. Durant le développement de Manjaro 0.9.0, à la fin août 2015, l'équipe de Manjaro a décidé de passer à un schéma de numérotation des versions basé sur l'année et le mois à la place d'une incrémentation simple. Et cela s'applique à la fois à la série 0.8.x qu'à la nouvelle série 0.9.x, renommant par la même la 0.8.13 sortie en juin 2015 comme la 15.06 et ainsi de suite. Manjaro 15.09 dont le nom de code est Bellatrix, et anciennement connue comme la 0.9.0, a été publiée le 27 septembre 2015 avec le nouvel installateur Calamares (logiciel) (en) ainsi que des paquets mis à jour. Ce programme d'installation graphique facilite grandement l'utilisation de Manjaro Linux, puisqu'il accompagne l'utilisateur étape par étape.

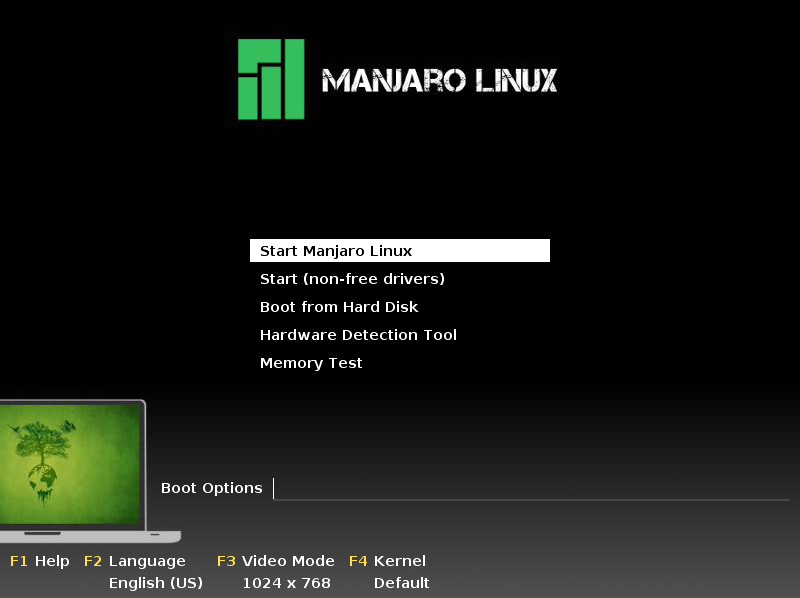
Installation de Manjaro 0.8.4.

La version 18.11 supporte officiellement les environnements de bureau suivants :
- Xfce 4 ;
- KDE Plasma 5 ;
- GNOME 3.34

La communauté supporte également les environnements de bureau suivants :
- Awesome ;
- BSPWM ;
- Budgie (environnement de bureau de Solus);
- Cinnamon (environnement de bureau de Linux Mint);
- Deepin ;
- i3 (gestionnaire de fenêtres de type tiling, pour le serveur d'affichage X Window System);
- Sway (gestionnaire de fenêtres de type tiling, comme i3, pour le serveur d'affichage Wayland)
- LXQt (rapprochement entre LXDE et Razor-Qt);
- MATE (fork modernisé de GNOME 2);
- OpenBox ;
- LXDE (environnement de bureau abandonné depuis la sortie de LXQt).

## Fonctionnalités
Manjaro Linux est livrée avec un support multimédia clés en main, un système robuste de reconnaissance du matériel, et le soutien de noyaux multiples (du 3.10 au 5.3). Elle est dotée depuis la version 0.8.6 d'un installateur graphique,Calamares . Le système de rolling release signifie qu'il n'y a qu'une seule version de Manjaro qui se met à jour au fil du temps et que l'utilisateur n'a pas à réinstaller le système régulièrement.
La gestion des paquets logiciels est assurée par pacman en ligne de commande et par Pamac en graphique. Les versions sont disponibles en 64 bits et sont compatibles sur le plan des binaires avec Arch Linux.
Trizen ou encore Yay (non préinstallés) permettent d'accéder à certains paquets, non disponibles sur cette distribution, via l'utilisation de AUR (Arch User Repository).
Ces gestionnaires de paquets AUR permettent :
- L'importation de clés GPG si elles manquent lors de l'installation de trier les paquets par fréquence de téléchargement.
- De voter pour la prochaine entrée dans le dépôt "community" ou "extra" d'ArchLinux.
- Modifier certains PKGBuilds[22] à la volée si des erreurs de compilation subsistent.

Ils permettent de simplifier grandement le processus d’installation d'un paquet de l'AUR
Yaourt, le premier gestionnaire graphique de paquets AUR n'est plus disponible dans les dépôts depuis son abandon (seulement sur AUR), puisqu'il a été remplacé par Yay.